# فینسوم
فینسوم (به هلندی: Finkum) یک منطقهٔ مسکونی در هلند است که در لیوواردرادیل واقع شده‌است. فینسوم ۱۶۵ نفر جمعیت دارد.